# 迈斯霍芬
迈斯霍芬是奥地利萨尔茨堡州滨湖采尔县的一个市镇。总面积29.5平方公里，总人口3102人，人口密度105.2人/平方公里（2005年）。